# Linduška skalní

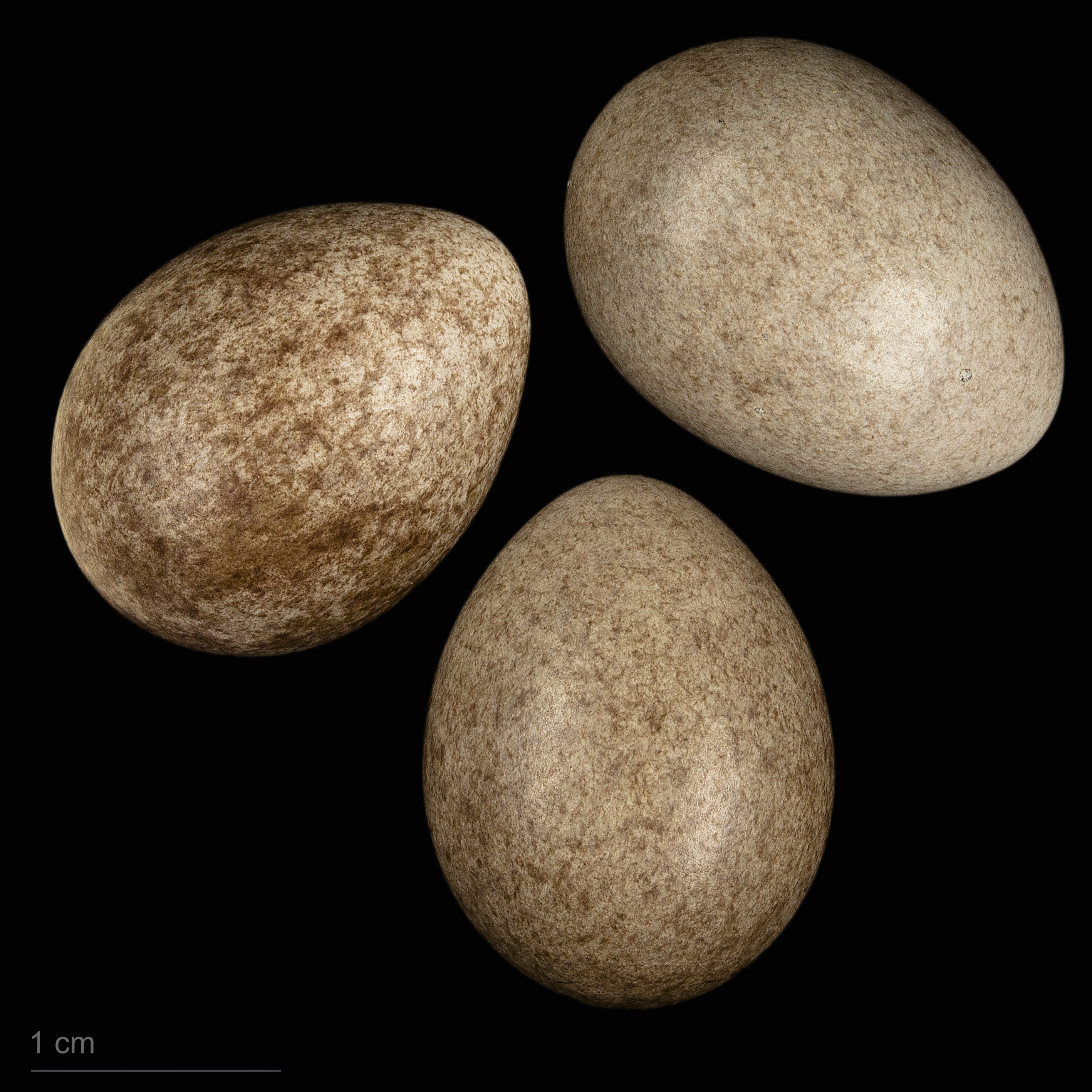
Anthus petrosus

Linduška skalní (Anthus petrosus) je malý pták z čeledi konipasovitých. Je velmi podobná lindušce horské, od níž se liší především tmavýma nohama (růžové u lindušky horské). Vnější rýdovací pera jsou šedavá (ne bílá), spodina skvrněná na špinavém podkladu. Někteří ptáci mohou být jen obtížně odlišitelní. Hnízdí na skalnatém pobřeží a ostrovech. Výjimečně zaletuje do vnitrozemí, v České republice byla zaznamenána dvakrát – v dubnu 1994 na nádrži Rozkoš a v lednu 2006 u Bohumína.